# Contea di Jangseong
La contea di Jangseong (Jangseong-gun; 장성군; 長城郡) è una delle suddivisioni della provincia sudcoreana del Sud Jeolla.